# Biomorph

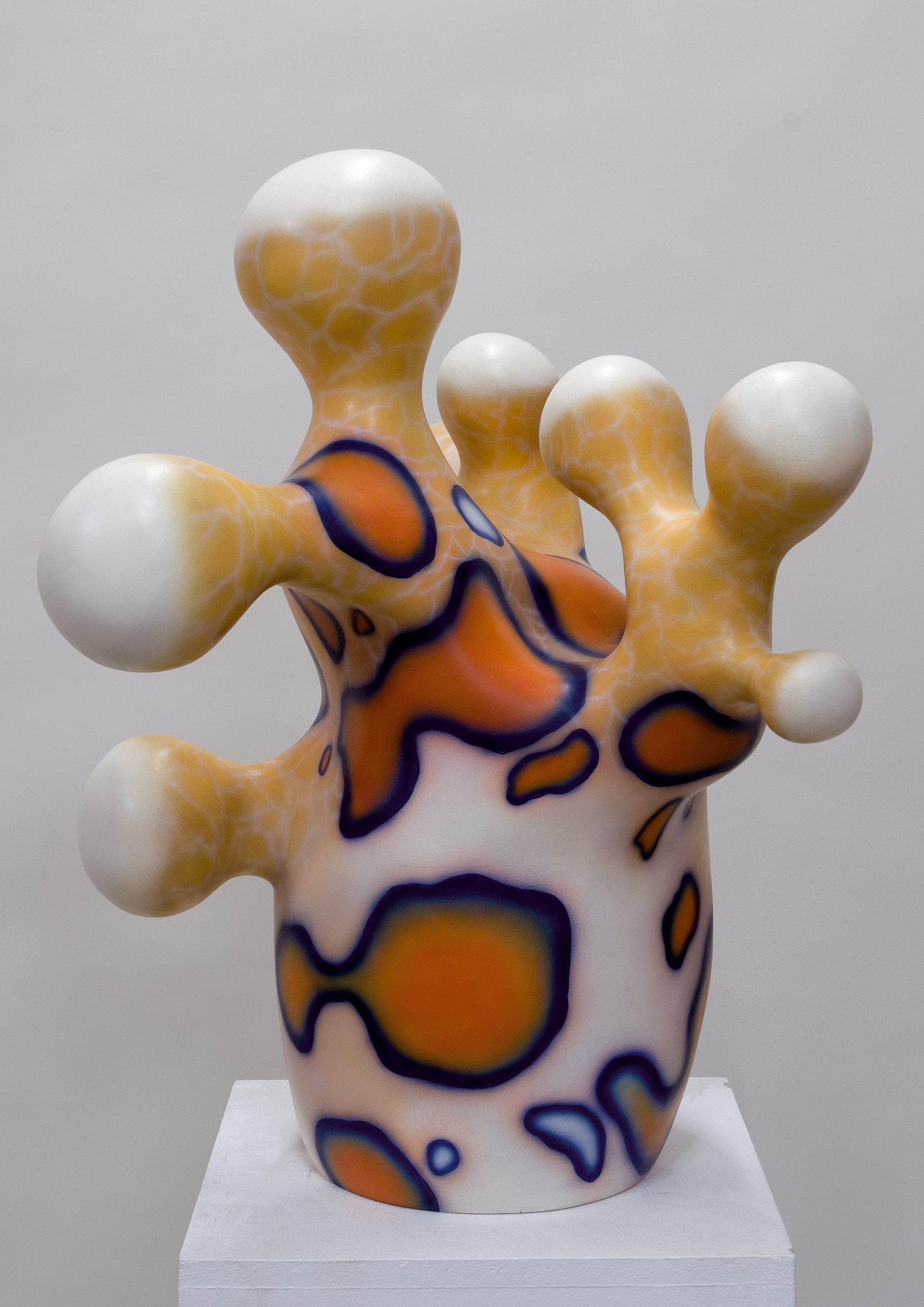
Biomorphe Skulptur (Marina Schreiber, 2006)

Mit Biomorph (Pl. angelehnt an Englisch Biomorphs, seltener Biomorphe; Adj. biomorph; von griech. βίος bíos ‚Leben‘ und μορφή morphé ‚Gestalt, Form‘, „etwas, das einer biologischen Form oder Gestalt ähnelt“) bezeichnet man in der Architektur, bildenden Kunst, im Design und in der Wissenschaft (Computersimulation und Robotik) künstliche, organisch anmutende Gebilde und Abbildungen, die lebenden Wesen oder deren Teilen oder biologischen Produkten nachempfunden sind oder ähnlich sehen. Früher wurde dazu der Begriff organisch verwendet.

## Begriffsverwendung
Die früheste Verwendung von Biomorph findet sich bei dem britischen Anthropologen und Ethnologen Alfred Cort Haddon, der diesen Begriff im Zusammenhang mit der Analyse der Entwicklung der bildenden Kunst bei Naturvölkern einführte:

„The biomorph is the representation of anything living in contradistinction to the skeuomorph, which, as we have seen, is the representation of anything made, or of the physicomorph which is the representation of an object or operation in the physical world.“

„Das Biomorph ist die Darstellung von allem, was lebt, in Abgrenzung zum Skeuomorph, das, wie wir gesehen haben, die Darstellung von allem ist, was hergestellt wurde, oder zum Physicomorph, das die Darstellung eines Objekts oder eines Vorgangs in der physischen Welt ist.“

1936 führte der US-amerikanische Kunsthistoriker Alfred Hamilton Barr Jr., Gründungsdirektor des Museum of Modern Art, diesen Begriff erneut in die Kunst ein. Barr gab aber keine strikte Definition von Biomorph, sondern verwendete den Begriff, um in der abstrakten Kunst das Gegenteil von rein geometrischen Formen zu bezeichnen; im selben Zusammenhang prägte Barr auch den zusammengesetzten Begriff biomorphic abstraction (biomorphe Abstraktion, heute auch Synonym zu organischer Abstraktion, engl. organic abstraction).
Ausgehend von der Kunst hat der Begriff Biomorph ab den 1980er Jahren auch Verwendung in den Naturwissenschaften gefunden.
Der von Biomorph abgeleitete Begriff Biomorphismus (englisch biomorphism) ist nicht zu verwechseln mit dem biologischen Begriff Biomorphologie (englisch biomorphology; häufiger verkürzt zu Morphologie, bzw. morphology), der Lehre von der Struktur und Form der Organismen, oder mit Biomorphose, einer anderen Bezeichnung für den Vorgang des Alterns.

### Architektur

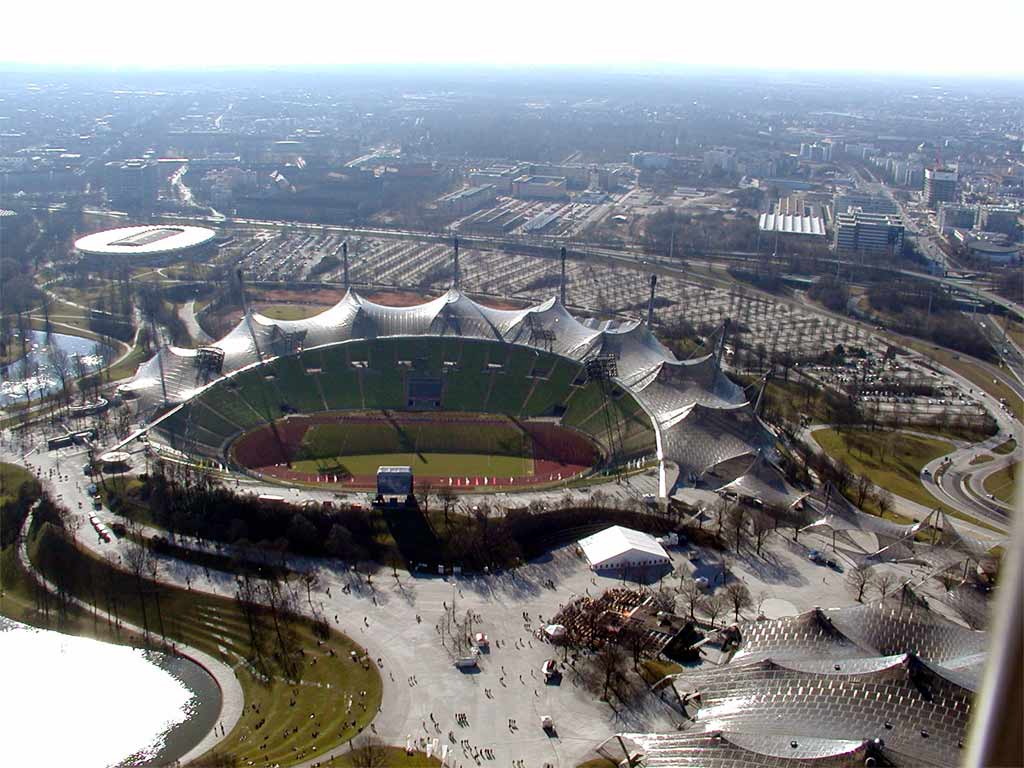
Biomorphe Architektur (Frei Otto, 1972)

In der organischen Architektur (von griech. ὄργανον órganon ‚Werkzeug‘, ‚Sinneswerkzeug‘, (biologisches) ‚Organ‘), zu der auch die Blob-Architektur gehört, folgen die Entwürfe von Architekten wie Santiago Calatrava, Richard Buckminster Fuller, Antoni Gaudí, Hugo Häring, Frei Otto, Ionel Schein, Wladimir Grigorjewitsch Schuchow, Frank Lloyd Wright, Zaha Hadid, u. a., einem Baukonzept in gesamtheitlicher Sichtweise: Gebäude sollten organisch und in Harmonie mit der Landschaft unter Berücksichtigung ihre Funktion entworfen werden (Form Follows Function). Dabei ergibt es sich in natürlicher Weise, dass geometrisch strengen Formen auch plastische und biomorphe Elemente hinzugefügt werden.

### Bildende Kunst
In den 1880er Jahren empfahl der Maler und Kunstlehrer Moritz Meurer das Naturstudium, insbesondere das Studium der Pflanze, ihrer Morphologie und ihrer Konstruktionsprinzipien, als Vorbild für die künstlerischen Formfindung. Hierin folgte ihm unter anderem sein Schüler, der Fotograf und Kunstlehrer Karl Blossfeldt. In Gemälden von Surrealisten wie Salvador Dalí, Yves Tanguy, Joan Miró und Roberto Matta oder abstrakter Maler wie Wassily Kandinsky finden sich Strukturen, die als biomorph bezeichnet werden. Aber auch bei nachfolgenden Künstlern wie Ida Kohlmeyer, James Brown, dem malenden Zoologen und Verhaltensforscher Desmond Morris und weiteren Anhängern des Surrealismus oder der abstrakten Malerei entdeckt man biomorphe Strukturelemente.
In der Bildhauerei finden sich biomorphe Skulpturen beispielsweise bei Hans Arp, Constantin Brâncuși, Mária Bartuszová, Barbara Hepworth, Reiner Maria Matysik, Henry Moore, Marina Schreiber, Hans Steinbrenner und Ladislav Zívr.
Bernd Löbach beschäftigt sich theoretisch mit Biomorphismus, der Gestaltungsideologie biomorpher Strukturen in Kunst, Architektur und Design.

### Design

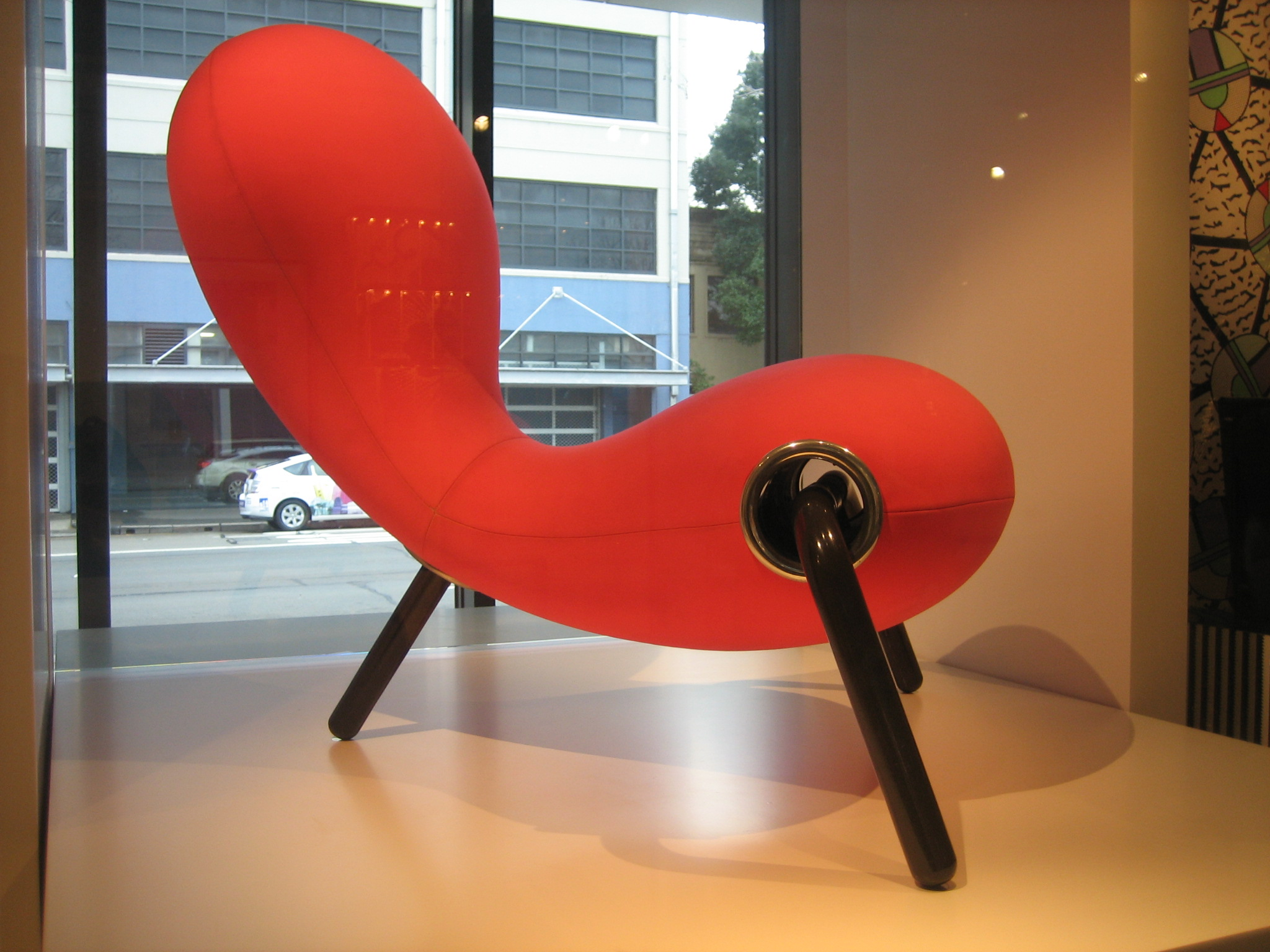
Biomorphes Design (Marc Newson, 1988)

Werke von Designern wie Luigi Colani, Konstantin Grcic, Carlo Mollino, Marc Newson und Gaetano Pesce werden als biomorph oder organisch bezeichnet. In Basel fand 2011/2012 eine Ausstellung mit dem Titel „BioMorph – Organisches Design aus der Sammlung des Vitra Design Museums“ statt, in der Arbeiten dieser Künstler gezeigt und ein Überblick über „organisches Design“ im 20. Jahrhundert gegeben wurde.
Der Designer Henning Koppel ist bekannt für seine Variationen biomorpher Formen bei Schmuckstücken aus Silber und Gold.

### Computersimulation
Um das Prinzip der inkrementellen Evolution zu erläutern, beschreibt (und zeigt) Richard Dawkins in seinem 1986 erschienenen Buch Der blinde Uhrmacher Strichgrafiken, die er mittels eines Computer-Programms durch randomisierte Parametervariation ausgehend von einer sehr einfachen Grundstruktur erhalten hat. Er bezeichnet diese symmetrischen, durch den Algorithmus der Mutation untereinander „verwandten“ und Lebewesen ähnelnden Grafiken als Biomorphs.

### Robotik

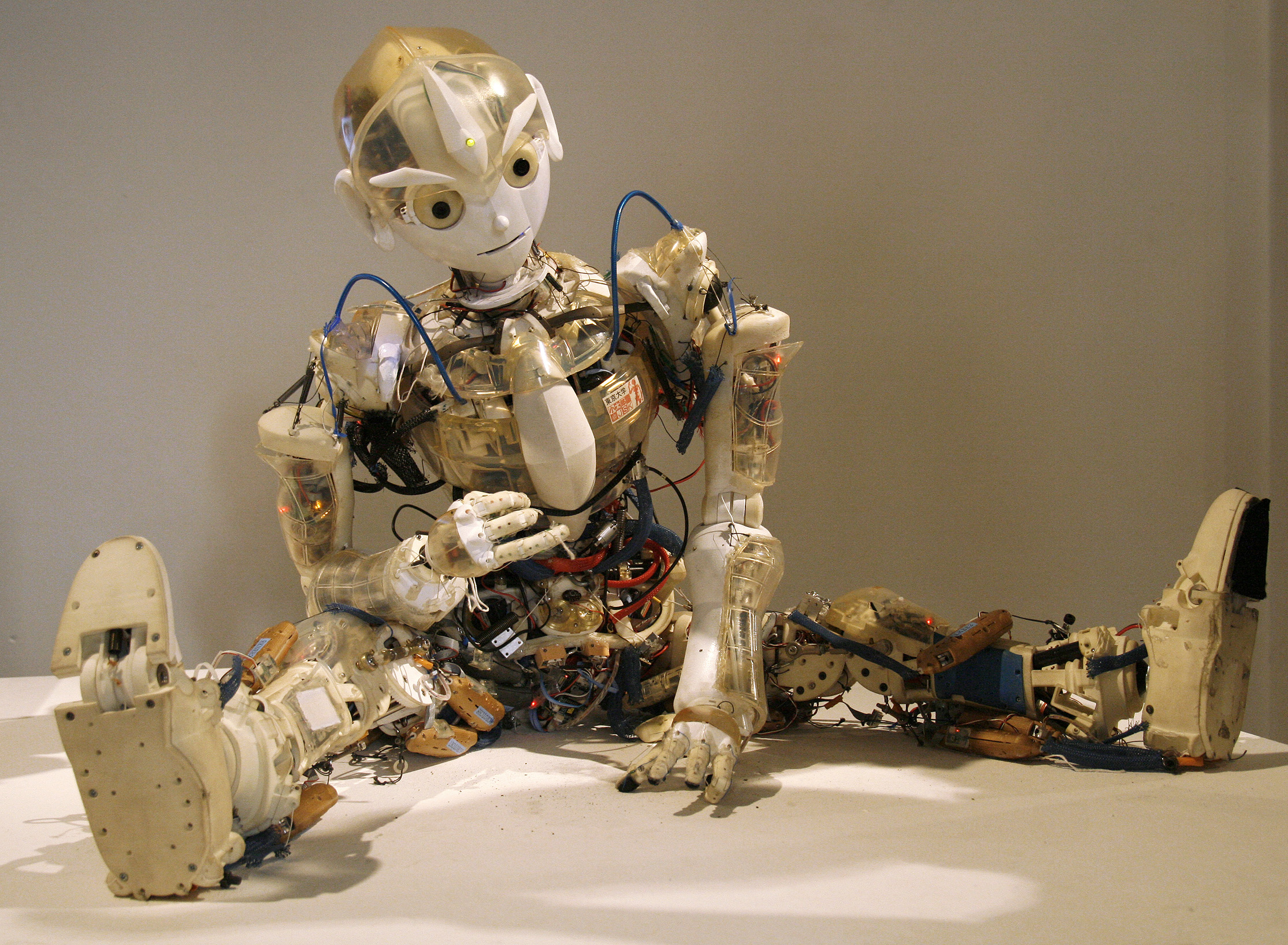
Biomorpher humanoider Roboter (Universität Tokyo, 2008)

Biomorphe Maschinen, die von ihrer äußeren Form real existierenden Lebensformen nachgebaut sind, sind ein Forschungsgebiet der Robotik. Das breite Anwendungsspektrum der Biomorphs reicht vom lastentragenden Laufroboter BigDog über die bei Demenzerkrankten therapeutisch eingesetzte Robbe Paro, Spielzeuge wie Sonys Aibo und den von Marc Tilden konzipierten Robosapien bis zu humanoiden Robotern, die Menschen in Gestalt und selektiven Funktionen technisch nachempfunden werden.